# Andreas Wiebe (Rechtswissenschaftler)
Andreas Wiebe (* 2. Juli 1959 in Celle) ist ein deutscher Rechtswissenschaftler und Hochschullehrer.

## Leben
Wiebe absolvierte eine Ausbildung zum Sparkassenkaufmann. Anschließend studierte er von 1981 bis 1987 Rechtswissenschaft an der Universität Hannover. Im Rahmen eines Studienaufenthalts an der University of Virginia erwarb er 1988 den Grad eines LL.M. Mit der Dissertation Know-how-Schutz von Computersoftware: eine rechtsvergleichende Untersuchung der wettbewerbsrechtlichen Schutzmöglichkeiten in Deutschland und den USA. wurde er 1991/1992 an der Universität Hannover zum Dr. iur. promoviert. Dort war er als wissenschaftlicher Assistent am Institut für Rechtsinformatik der tätig und wurde 2001 mit der Arbeit Die elektronische Willenserklärung: kommunikationstheoretische und rechtsdogmatische Grundlagen des elektronischen Geschäftsverkehrs habilitiert.
Wiebe war zunächst Vertretungsprofessor an den Universitäten von Hannover und Halle, bevor er 2002 zum Leiter der Abteilung für Informationsrecht und Immaterialgüterrecht an die Wirtschaftsuniversität Wien berufen wurde. 2003 lehnte er einen Ruf auf eine Professur an die Universität Koblenz-Landau ab, folgte 2009 dann aber einem Ruf auf den Lehrstuhl für Bürgerliches Recht, Wettbewerbs- und Immaterialgüterrecht, Medien- und Informationsrecht an die Universität Göttingen. Von 2005 bis 2011 war er stellvertretender Vorsitzender der Deutschen Gesellschaft für Recht und Informatik (DGRI). Wiebe ist seit vielen Jahren Mitglied des Programmkomitees des Internationalen Rechtsinformatik Symposions IRI§ (seit 1988, nunmehr im 28. Jahr) und leitet dort den Schwerpunkt IP-Recht; dieselbe Rolle übt er in der Konferenz Cyberspace aus. 
Wiebe war 2008 Gastprofessor an der Stanford University und 2012 an der Universität Nanjing. Seine Forschungsschwerpunkte sind das Wettbewerbs- und Immaterialgüterrecht sowie das Medien- und Informationsrecht, wobei er bereits früh einige Publikationen zum Internetrecht vorlegte.

## Werke (Auswahl)
- Open Data in Deutschland und Europa: Vorschlag zur Weiterentwicklung des rechtlichen Rahmens einer Informationsordnung (Open Data – Public-Service-Information Richtlinie), KAS, Berlin 2020, ISBN 978-3-95721-625-0.
- (Hrsg.): Wettbewerbs- und Immaterialgüterrecht, 4. Auflage, Facultas, Wien 2018, ISBN 978-3-7089-1749-8.
- mit Nils Dietrich (Hrsg.): Open Data Protection: study on legal barriers to open data sharing – Data Protection and PSI, Universitätsverlag Göttingen, Göttingen 2017, ISBN 978-3-86395-334-8.
- (Hrsg.): Internetrecht: zivilrechtliche Rahmenbedingungen des elektronischen Geschäftsverkehrs, Springer, Wien 2004, ISBN 978-3-211-21128-1.
- Die elektronische Willenserklärung: kommunikationstheoretische und rechtsdogmatische Grundlagen des elektronischen Geschäftsverkehrs, Mohr, Tübingen 2002, ISBN 978-3-16-147873-4.
- mit Stefan Ernst und Irini Vassilaki: Hyperlinks: Rechtsschutz, Haftung, Gestaltung, O. Schmidt, Köln 2002, ISBN  978-3-504-56018-8.
- mit Gerald Spindler (Hrsg.): Internet-Auktionen: rechtliche Rahmenbedingungen, C.H. Beck, München 2001, ISBN 978-3-406-47056-1.
- Know-how-Schutz von Computersoftware: eine rechtsvergleichende Untersuchung der wettbewerbsrechtlichen Schutzmöglichkeiten in Deutschland und den USA., C.H. Beck, München 1993, ISBN 978-3-406-37170-7.